# Dage i februar
Dage i februar er en dansk eksperimentalfilm fra 1978 instrueret af Torben Jensen.

## Handling
Oplæst digt til musik af Niels Viggo Bentzon og grafik af Svend Wiig Hansen.